# 雅瑪多運輸
雅瑪多運輸（日语：／ Yamato Un'yu kabushiki gaisha）又稱大和運輸，是日本一家快递服务公司，总部位于東京银座。宅急便是该公司的注册商标。
雅瑪多運輸的logo是一个黄色的椭圆形，上面印有一只黑猫，它嘴里叼着一隻小猫。该logo由公司的创始人設計。 
雅瑪多運輸与联合包裹服务有合作關係，  通過联合包裹服务寄往日本的快遞抵達日本後，由雅瑪多運輸送到顧客手中。